# Adolf Wennberg (1867–1956)
Erik Johan Adolf Wennberg, född den 28 juli 1867 i Lidköping, död den 18 februari 1956 i Stockholm, var en svensk företagsledare.
Wennberg avlade studentexamen i Göteborg 1887. Han var prokurist vid Joseph Lejas varuhus i Stockholm 1896–1902, disponent  i aktiebolaget Nordiska kompaniet 1902–1912 och vice verkställande direktör där 1912–1929. Wennberg blev riddare av Vasaorden 1915. Han vilar i Norra krematoriets kolumbarium på Norra begravningsplatsen utanför Stockholm.